# 埃里克·迈斯
埃里克·迈斯（荷蘭語：Erik Meijs，1991年4月20日—2017年11月16日），荷蘭男子羽毛球運動員，2016年荷蘭全國羽毛球錦標賽男子單打冠軍。2017年11月在德國車禍身亡，終年26歲。

## 簡歷
2013年8月，埃里克·迈斯參加中國廣州舉行的世界羽毛球錦標賽，出戰男子單打項目，首圈以1-2不敵捷克選手彼得·考卡尔出局。
2014年8月，埃里克·迈斯參加丹麥哥本哈根舉行的世界羽毛球錦標賽，出戰男子單打項目。首圈以2-0擊敗紐西蘭選手吳一凡晉級，但在第二圈就以0比2（9-21、10-21）不敵14號種子、丹麥的维克托·阿萨尔森出局。
2015年8月，迈斯參加印尼雅加達舉行的世界羽毛球錦標賽，出戰男子單打項目，首圈就以0比2（17-21、10-21）不敵10號種子、印度的卡夏普·帕鲁帕利出局。

### 車禍逝世
2017年11月16日，埃里克·迈斯在開車前往德國米爾海姆國家羽球訓練中心的路途中被一輛貨車撞上，腦部受到重創，當場身亡，終年26歲。

## 主要比賽成績
只列出曾進入準決賽的國際賽事成績：
| 年份   | 賽事                   | 公開賽級別 | 項目     | 拍檔              | 成績   |
| ------ | ---------------------- | ---------- | -------- | ----------------- | ------ |
| 2009年 | 歐洲青年羽毛球錦標賽   | 其他       | 混合團體 | －                | 亞軍   |
| 2015年 | 荷蘭羽毛球國際賽       | 國際系列賽 | 男子單打 | －                | 準決賽 |
| 2017年 | 愛沙尼亞羽毛球國際賽   | 國際系列賽 | 男子單打 | －                | 準決賽 |
| 2017年 | 荷蘭羽毛球國際賽       | 國際系列賽 | 混合雙打 | 比尔吉德·奥维泽尔 | 準決賽 |
| 2017年 | 斯洛文尼亞羽毛球國際賽 | 國際系列賽 | 男子單打 | －                | 冠軍   |
| 2017年 | 懷卡托羽毛球國際賽     | 國際系列賽 | 男子單打 | －                | 冠軍   |

| 2007-2017年 | 首要超級賽 | 超級賽 | 黃金大獎賽 | 大獎賽 | 國際挑戰賽 | 國際系列賽 | 未來系列賽 | 其他 |

### 奧運會和世錦賽參賽紀錄
|          | 2013 | 2014 | 2015 |
| -------- | ---- | ---- | ---- |
| 男子單打 | 64強 | 32強 | 64強 |